# Guido Heldt
Guido Heldt (* 1965) ist ein deutscher Musikwissenschaftler.

## Leben
Heldt studierte Musikwissenschaft, Philosophie und Kunstgeschichte in Münster, am King’s College London und in Oxford.
Nach seiner Promotion über Symphonische Dichtung im England des frühen 20. Jahrhunderts war Heldt als wissenschaftlicher Mitarbeiter an der FU Berlin (1998–2004) und arbeitete als Gastdozent an der Wilfrid Laurier University, Waterloo/Kanada. Heldt war Mitherausgeber von Plurale. Zeitschrift für Denkversionen (2001–2010) und ist bis heute Mitherausgeber der Kieler Beiträge zur Filmmusikforschung (seit 2008).
Heldt publizierte verschiedene Beiträge zur britischen Musik im 20. Jahrhundert, zur Filmmusiktheorie, zum Komponistenfilm und zum Musikfilm im Dritten Reich.
Seit 2004 ist Guido Heldt Senior Lecturer in Music an der University of Bristol. Außerdem ist Heldt Mitherausgeber der neuen Reihe FilmMusik der edition text + kritik, deren Debütband sich dem italienischen Filmkomponisten Ennio Morricone widmet.

## Publikationen (Auswahl)
- Das Nationale als Problem in der englischen Musik des frühen 20. Jahrhunderts – Tondichtungen von Granville Bantock, Ralph Vaughan Williams, Edward Elgar, George Butterworth, Gerald Finzi und Gustav Holst. Wagner, Hamburg 2007, ISBN 978-3-88979-099-6.
- Music and levels of narration in film. Intellect, Bristol 2013, ISBN 978-1-84150-625-8
- Reihenherausgeber mit Tarek Krohn, Peter Moormann und Willem Strank: FilmMusik, edition text + kritik, München, ISSN 1861-9622 (Jahresschrift; erscheint seit Frühjahr 2014).